# Petter Rönnqvist
Petter Rönnqvist, född 7 februari 1973, är en svensk sportkommentator och tidigare professionell ishockeymålvakt. 
Hans moderklubb är Djurgården Hockey, men han har även spelat tre säsonger för MODO Hockey, en i Björklöven och även spelat i Frölunda HC. Dessutom har han spelat matcher med Almtuna IS .
Rönnquist var under SM-slutspelet 2007 expertkommentator och bisittare i Kanal 5 och Kanal 9. Han var sportkommentator och studioreporter på C More men numera på TV4 Play.